# Caroline Bosbach
Caroline Bosbach (nascida a 27 de Novembro de 1989 em Bergisch Gladbach) é uma política alemã que foi eleita membro do Bundestag pela CDU/CSU em 2025. É filha de Wolfgang Bosbach.
Estudou Gestão de Comunicação Empresarial na Universidade de Tecnologia e Economia de Berlim.